# Магомедов, Муслим Мухумаевич
Муслим Мухумаевич Магомедов (1 января 1976, Дагестанская АССР, РСФСР, СССР) — российский борец греко-римского стиля, призёр чемпионатов России. Мастер спорта России международного класса. Заслуженный тренер России.

## Спортивная карьера
В январе 2001 года в Перми, одолев в схватке за 3 место Сергея Баскатова из Красноярска, стал бронзовым призёром чемпионата России. В октябре 2001 года одержал победу на турнире памяти Ивана Поддубного в Ейске. В январе 2002 года в Ульяновске завоевал бронзовую медаль чемпионата России. В январе 2006 года стал бронзовым призёром чемпионата России в Краснодаре. После окончания спортивной карьеры работает тренером первой категории в Ростовском областном училище олимпийского резерва. 8 февраля 2022 года ему было присвоено звание заслуженный тренер России.

## Спортивные результаты на крупных турнирах
- Чемпионат России по греко-римской борьбе 2001 — ;
- Чемпионат России по греко-римской борьбе 2002 — ;
- Чемпионат России по греко-римской борьбе 2006 — ;